# Orgue del Convent de Sant Bonaventura
L'Orgue del Convent de Sant Bonaventura es troba al Convent de Sant Bonaventura de Llucmajor, o dit també de la Mare de Déu de Jesús. El lloc on està actualment l'església es va acabar de construir el 1656, ja que del 1598 al 1608 va estar allà on es coneix encara avui dia com "Monestir Vell".
L'orgue es troba al cor, que està damunt el portal major i sostingut per una volta rebaixada, a més era un espai per al rés dels frares i els cantors. L'encadirat, que encara hi és, data del 1714, tot i que el 1717 es va complementar aquest encadirat amb 28 figures a pinzell, de sants franciscans, que envià el P. Provincial Romaguera.

## Història
El primer orgue que es va tenir es va adquirir a Mn. Magí Fiol, mestre de Capella de la Seu, i va ser un orgue petit. L'orgue definitiu el construí l'orguener Joan Caimari, acabat el 29 de setembre de 1671. Més endavant, es tenen notícies del fet que el 1899, quan els franciscans de la TOR s'instal·laren al convent, es va demanar permís al bisbat per arreglar l'orgue. Se suposa que la reparació va ser duita a terme pels orgueners de la família Cardell, que tenien un taller a Llucmajor.
L'orgue, a causa de la falta de cura, es va anar envellint, i a més es varen perdre moltes de les trompetes de l'orgue, ja que se sabia que els escolanets les podien agafar. També es va perdre el teclat, que va reaparèixer el 1993, ja que un senyor anomenat Antoni Socies i Socies, familiar d'un antic organista del Convent l'havia agafat perquè no es perdés per sempre. Aquest teclat era doble i una part provenia de l'orgue del s. XVII i la segona part era posterior i pertanyia a la cadireta afegida.
Aquest orgue, tot i que segueix com a peça d'exposició va ser substituït el 1954 per un Harmoniphon, que és un orgue electrònic que tampoc està en funcionament avui dia. En l'actualitat queda la façana de la cadireta, per la qual se sap que té 5 registres. També hi romanen els teclats, dues tapes de secret i mitja dotzena de tubs petits, entre els quals alguns són de fusta i no varen ser venuts per fondre.
Amb la restauració de l'antic orgue de la basílica de Sant Francesc de Palma, va presentar-se l'oportunitat d'instal·lar a Llucmajor l'orgue que els franciscans tenien a Palma des del 1956. Així que amb algunes peces de l'orgue de Joan Caimari, i l'orgue de Sant Francesc, al que li faltaven algunes peces com el caixó o algunes trompetes, va sorgir el que és avui dia l'orgue que s'empra al convent. El divendres 3 d'octubre del 2008 va tenir lloc al convent de Sant Bonaventura la inauguració de l'orgue nou. L'acte va començar a les 21:30 h amb una explicació sobre el procés d'instal·lació i adequació de les peces, llavors una benedicció per Molt Reverend fra Bartomeu Pont i Parera, ministre provincial del TOR i finalment un concert per part de l'organista Andreu Reynés.

## El sermó de s'Enganalla i el Cant de la Sibil·la
Tot i tenir una parròquia a Llucmajor amb un orgue en funcionament, per a les celebracions més solemnes es fa servir el del Convent de Sant Bonaventura.

### El sermó de s'Enganalla
A Llucmajor es conserva una manifestació de la cultura popular i tradicional que, des de fa més d'un segle. Es tracta d'un llegat festós dels framenors de finals del XIX. Aquest esdeveniment és l'anomenat "sermó de s'Enganalla" i es diu així perquè l'organista i el predicador es proven de veure quin dels dos enganarà l'altre. Si l'organista, tocant i entonant amb els cantors tallarà el predicador o si aquest, acabant prest o de forma estranya, deixarà l'organista i als cantors penjats. Es tracta d'una missa que conté aquest esdeveniment l'origen del qual s'ha perdut en la memòria. Tot i que Gabriel Janer i Manila, a Les festes llunyanes descrivia com el dia de Pasqua la gent estava cansada de sermons i tenia pressa per anar a ca seva a menjar el frit típic d'aquest dia.
També es creu que pot tenir a veure amb el Risus Paschalis, ja que els objectius d'aquesta celebració eren fomentar l'assistència a la missa de Pasqua, alegrar als assistents amb qualsevol mitjà, i literalment, mantenir desperts als fidels durant els serveis religiosos. La tradició mallorquina del sermó era ben viva a la Mallorca del s. XIX, i a Llucmajor ha perdurat fins al segle XXI quan a la resta d'indrets ja se n'ha perdut la pràctica i, en alguns casos, la memòria i tot. Aquest sermó sembla que era una pràctica habitual a més de Llucmajor, a pobles com Montuïri, Algaida, Vilafranca, Sant Joan o Felanitx.
Alguns d'aquests sermons són fins i tot humorístics, i cada any, el diumenge de Pasqua, el temple s'emplena de fidels, curiosos o ambdues coses que assisteixen plens d'expectació a la cerimònia religiosa.
- Exemple de Sermó:

Jesús ha ressuscitat / i posà al pecat remei. / Tocau, pare Caldentey, / que el sermó ja està acabat.
Predicador: P. Rafel Ginard Bauçà.
Organista: P. Miquel Caldentey.

### El Cant de la Sibil·la
A més del sermó, la Nit de Nadal, també es du a terme el Cant de la Sibil·la, un drama litúrgic de l'edat mitjana on una veu blanca, alternada amb interludis musicals i vestida amb atributs propis, anuncia la vinguda de Lo jorn del judici. Tot i que l'inici d'aquesta tradició a l'illa es remunta al s. XIII, la identificació d'aquest element com un símbol d'identitat cultural ha generat en èpoques recents un procés de revalorització i legitimació d'aquest cant a tot Mallorca. Es tracta del cant d'un poema sobre el judici final, el Judicii Signum, que reproduïa les profecies de la Sibil·la d'Eritrea.
Els interludis musicals que du a terme l'orgue no estan determinats i, per tant, cada organista decideix quin tipus d'acompanyament durà a terme.
Per tant, tot i tenir un orgue a la Parròquia de Llucmajor, el que realment s'utilitza en aquest Cant és el del convent, tornant a rebre un paper co-protagonista juntament amb la persona que dugui a terme el Cant. És per això que veiem com tot i tenir dos orgues en funcionament al mateix poble, el que realment s'utilitza avui i el més important és el del Convent de Sant Bonaventura.

## Organistes rellevants
Aquests van ser alguns dels organistes que han passat pel convent i han fet servir l'orgue, sigui el que hi havia abans o el que hi ha ara;
- Miquel Caldentey
- Joan Láinez
- Cristòfol Barros
- Andreu Reynés
- Jordi Llàmbies
- Fra Esteve Cloquell[2]